# Boven-Coppename (ressort)
Boven-Coppename is een van de zeven ressorten waaruit het Surinaamse district Sipaliwini bestaat. Het ressort is vernoemd naar de rivier Coppename waarvan de bovenloop door dit gebied stroomt.
Met de wijzers van de klok mee grenst het ressort Boven-Coppename in het oosten aan Boven-Saramacca, in het zuiden aan Coeroenie, in het westen aan Kabalebo, in het noorden grenst Boven-Coppename aan het district Coronie en in het noordoosten grenst Boven-Coppename aan het district Para.
In 2004 had Boven-Coppename volgens cijfers van het Centraal Bureau voor Burgerzaken (CBB) 595 inwoners. Een van de grotere dorpen in dit dunbevolkte ressort is Witagron.

## Districtscommissarissen
Hieronder volgt een lijst van districtscommissarissen die het bestuursressort hebben bestuurd:
| Districtscommissaris | van  | tot   | opmerking                               |
| -------------------- | ---- | ----- | --------------------------------------- |
| Roline Samsoedien    | 2013 | 2014  | waarnemend                              |
| Armand Jurel         | 2014 | 2016  | ernaast ook Coeroenie en Boven-Suriname |
| Ludwig Mettendaf     | 2016 | 2020  |                                         |
| Walter Bonjaski      | 2020 | heden |                                         |

Boven-Coppename‎ · Boven-Saramacca‎ · Boven-Suriname‎ · Coeroenie · Kabalebo · Paramacca · Tapanahony
Corneliskondre · Donderskamp · Kaaimanston · Witagron